# Alex Zülle
Alex Zülle (Wil, San Galo; 5 de julio de 1968) es un exciclista profesional suizo. Destacó por su gran calidad en la montaña, pero sobre todo fue un especialista en la contrarreloj.

## Biografía

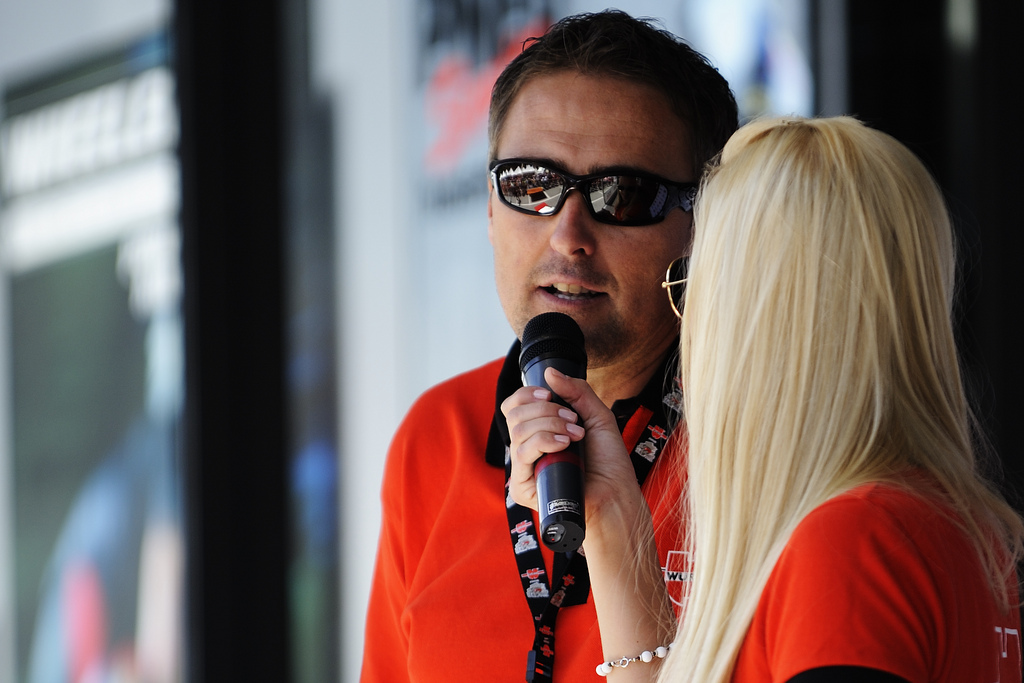
Zülle, ya retirado, durante un acto en la Vuelta a Suiza 2009

Comenzó como amateur a los 18 años y saltó al profesionalismo cuando la ONCE le brindó la oportunidad a finales de 1991 de incorporarse a su equipo ciclista. En su primer año como profesional Zülle ganó una etapa y la general de la Vuelta a Burgos, una etapa y la general de la Vuelta a Asturias, la escalada a Montjuich, una etapa en la Volta a Cataluña y otra de la Semana Siciliana y además un día se hizo con el maillot amarillo de líder en el Tour de Francia. Por todos estos éxitos fue el ciclista revelación en 1992 y su gran objetivo para 1993 fue ganar el Tour, aunque no lo consiguió. En 1994 quedó cuarto en la Vuelta y octavo en el Tour. En 1995 quedó segundo en la ronda gala y ganó la etapa reina. Continuó en la ONCE hasta el 1997 y Zülle ganó dos Vueltas, en los años 1996 y 1997. Aunque en el tour de 1999 Armstrong dio positivo en un control antidopaje y el no. Por lo que fue él quien debió ganar aquel Tour. Fue uno de los protagonistas del caso Festina de dopaje sistemático en el Tour de 1998. Se retiró del ciclismo profesional en 2004.

## Palmarés profesional
| 1992 - Semana Catalana - Vuelta a Asturias, más 1 etapa - Vuelta a Burgos, más 1 etapa - Escalada a Montjuic, más 1 etapa - 1 etapa de la Semana Siciliana - 1 etapa de la Volta a Cataluña 1993 - París-Niza, más 2 etapas - Chur-Arosa - Josef Voegeli Memorial - GP Liestal - 2.º en la Vuelta a España, más 3 etapas 1994 - 1 etapa de la Vuelta a Aragón - 1 etapa de la Volta a Cataluña 1995 - Vuelta al País Vasco, más 2 etapas - Vuelta a la Comunidad Valenciana, más 1 etapa - Challenge a Mallorca - 2.º en el Tour de Francia, más 1 etapa - 2 etapas de la Vuelta a Suiza - 1 etapa de la Euskal Bizikleta - 1 etapa de la Vuelta a España 1996 - Volta a Cataluña, más 3 etapas - Semana Catalana, más 2 etapas - 1 etapa del Tour de Francia - Vuelta a España , más 1 etapa - Campeonato Mundial Contrarreloj - Trofeo Comunidad Foral de Navarra - 1 etapa de la Euskal Bizikleta | 1997 - Vuelta al País Vasco, más 1 etapa - Vuelta a España , más 1 etapa 1998 - 1 etapa del Tour de Romandía - 1 etapa de la Semana Catalana - 3 etapas del Giro de Italia - 1 etapa de la Vuelta a España 1999 - A través de Laussana, más 1 etapa - 2.º en el Tour de Francia - 1 etapa de la Vuelta a España 2000 - Vuelta al Algarve, más 1 etapa - 1 etapa de la Vuelta a España 2001 - 1 etapa de la París-Niza 2002 - 1 etapa de la Vuelta al Algarve - Vuelta a la Comunidad Valenciana, más 1 etapa - 2 etapas del Tour de Romandía - Vuelta a Suiza, más 1 etapa |

## Resultados

### Grandes Vueltas

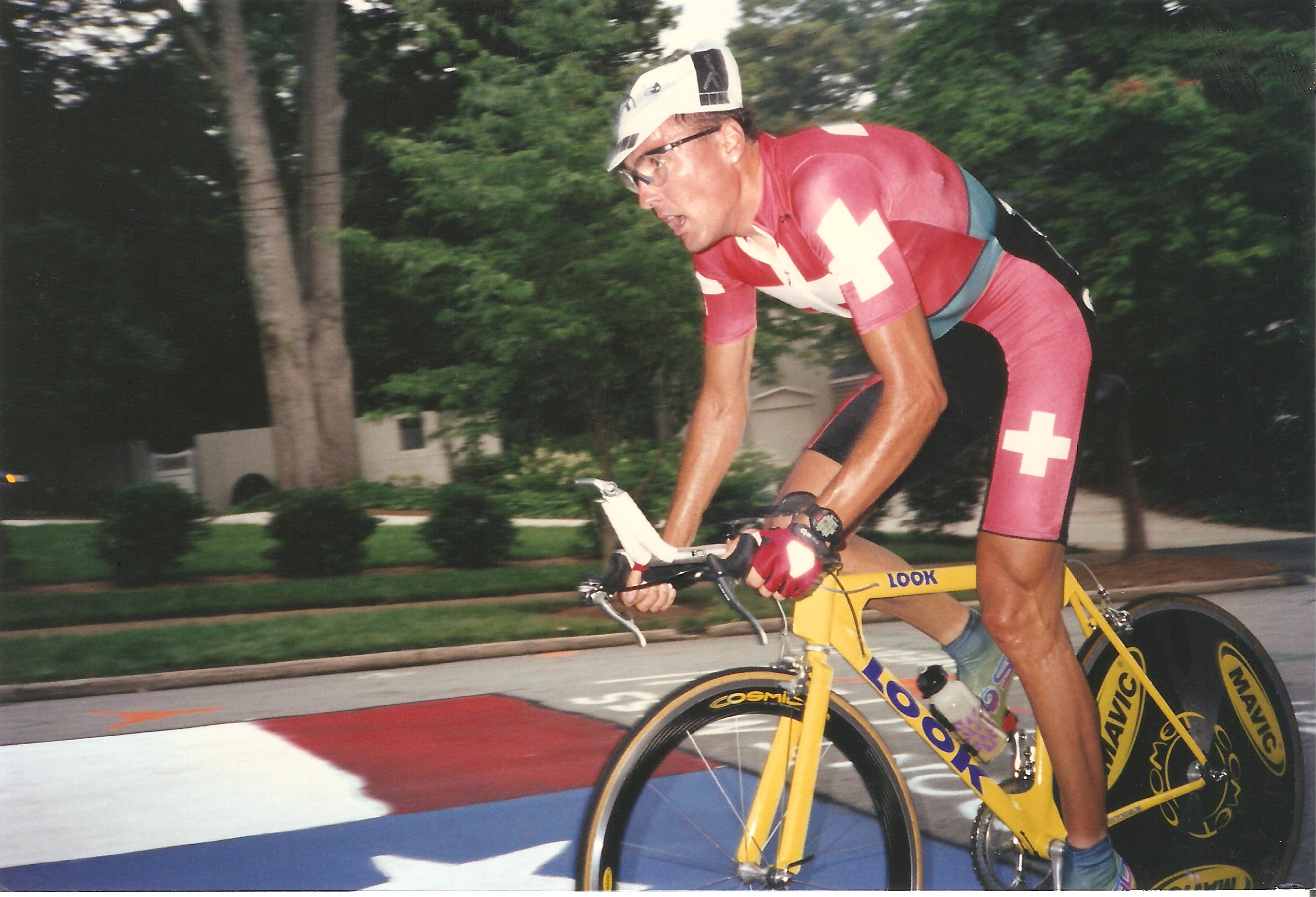
Alex Zülle, en las Olimpiadas de Atlanta 1996.

| Carrera | Carrera         | 1991 | 1992 | 1993 | 1994 | 1995 | 1996 | 1997 | 1998 | 1999 | 2000 | 2001  | 2002 | 2003 | 2004 |
| ------- | --------------- | ---- | ---- | ---- | ---- | ---- | ---- | ---- | ---- | ---- | ---- | ----- | ---- | ---- | ---- |
|         | Giro de Italia  | —    | —    | —    | —    | —    | —    | —    | 14.º | Ab.  | —    | —     | —    | —    | —    |
|         | Tour de Francia | —    | Ab.  | 41.º | 8.º  | 2.º  | 26.º | Ab.  | Ab.  | 2.º  | Ab.  | —     | —    | —    | —    |
|         | Vuelta a España | —    | Ab.  | 2.º  | 4.º  | 20.º | 1.º  | 1.º  | 8.º  | 37.º | 49.º | 109.º | —    | Ab.  | —    |

### Vueltas menores
| Carrera | Carrera                | 1991 | 1992 | 1993 | 1994 | 1995 | 1996 | 1997 | 1998 | 1999 | 2000 | 2001 | 2002 | 2003 | 2004 |
| ------- | ---------------------- | ---- | ---- | ---- | ---- | ---- | ---- | ---- | ---- | ---- | ---- | ---- | ---- | ---- | ---- |
|         | París-Niza             | —    | —    | 1.º  | 53.º | 3.º  | —    | —    | 4.º  | —    | —    | 17.º | 17.º | —    | 25.º |
|         | Volta a Cataluña       | 3.º  | 14.º | 6.º  | 21.º | —    | 1.º  | —    | —    | Ab.  | —    | —    | —    | —    | —    |
|         | Vuelta al País Vasco   | —    | 4.º  | 3.º  | —    | 1.º  | Ab.  | 1.º  | 3.º  | —    | —    | 9.º  | Ab.º | 58.º | Ab.º |
|         | Tour de Romandía       | —    | —    | —    | —    | —    | —    | —    | 2.º  | 33.º | —    | —    | 2.º  | 17.º | Ab.  |
|         | Critérium del Dauphiné | —    | —    | —    | —    | —    | —    | Ab.  | —    | —    | 4.º  | —    | —    | —    | —    |
|         | Vuelta a Suiza         | —    | —    | —    | —    | 2.º  | —    | Ab.  | —    | —    | —    | 22.º | 1.º  | 22.º | 54.º |

### Clásicas, Campeonatos y JJ. OO.
| Carrera               | Carrera               | 1991  | 1992 | 1993          | 1994          | 1995          | 1996  | 1997          | 1998          | 1999          | 2000 | 2001          | 2002          | 2003          | 2004 |
| --------------------- | --------------------- | ----- | ---- | ------------- | ------------- | ------------- | ----- | ------------- | ------------- | ------------- | ---- | ------------- | ------------- | ------------- | ---- |
|                       | Milán-San Remo        | —     | 20.º | 28.º          | 86.º          | 75.º          | 24.º  | 106.º         | 108.º         | —             | Ab.  | 96.º          | —             | —             | —    |
|                       | Tour de Flandes       | —     | —    | —             | —             | —             | —     | 77.º          | —             | —             | —    | —             | —             | —             | —    |
| Scheldeprijs          | Scheldeprijs          | —     | —    | —             | —             | —             | —     | 91.º          | —             | —             | —    | —             | —             | —             | —    |
| Amstel Gold Race      | Amstel Gold Race      | —     | —    | —             | —             | —             | —     | 75.º          | —             | —             | —    | Ab.           | —             | —             | —    |
| Flecha Valona         | Flecha Valona         | —     | 21.º | 57.º          | —             | 51.º          | 44.º  | 3.º           | —             | —             | —    | —             | —             | —             | —    |
|                       | Lieja-Bastoña-Lieja   | —     | 42.º | —             | —             | 14.º          | —     | 41.º          | —             | —             | —    | 64.º          | 95.º          | —             | —    |
| Clásica San Sebastián | Clásica San Sebastián | —     | 82.º | 81.º          | 39.º          | 105.º         | —     | —             | Ab.           | 72.º          | —    | —             | —             | —             | —    |
| Campeonato de Zúrich  | Campeonato de Zúrich  | —     | 82.º | 24.º          | 89.º          | 67.º          | 44.º  | —             | 56.º          | 65.º          | —    | Ab.           | Ab.           | Ab.           | —    |
| París-Tours           | París-Tours           | 105.º | 54.º | —             | —             | —             | 66.º  | —             | —             | —             | —    | —             | —             | —             | —    |
|                       | Giro de Lombardía     | 21.º  | 13.º | —             | 18.º          | —             | —     | 31.º          | —             | —             | —    | —             | Ab.           | —             | Ab.  |
| Mundial en Ruta       | Mundial en Ruta       | —     | 38.º | Ab.           | Ab.           | —             | Ab.   | Ab.           | —             | Ab.           | —    | —             | Ab.           | —             | —    |
| Mundial Contrarreloj  | Mundial Contrarreloj  | X     | X    | X             | 13.º          | —             | 1.º   | 11.º          | —             | 10.º          | —    | —             | —             | —             | —    |
| JJ. OO. (Ruta)        | JJ. OO. (Ruta)        | ND    | —    | No se disputó | No se disputó | No se disputó | 104.º | No se disputó | No se disputó | No se disputó | 68.º | No se disputó | No se disputó | No se disputó | —    |
| JJ. OO. (ITT)         | JJ. OO. (ITT)         | ND    | X    | No se disputó | No se disputó | No se disputó | 7.º   | No se disputó | No se disputó | No se disputó | 33.º | No se disputó | No se disputó | No se disputó | —    |
| Suiza en Ruta         | Suiza en Ruta         | —     | —    | —             | —             | —             | —     | —             | —             | —             | 20.º | —             | —             | —             | —    |

—: No participa

Ab.: Abandona

X: Ediciones no celebradas

## Clasificaciones mundiales
| Año               | 1991  | 1992 | 1993 | 1994 | 1995 | 1996 | 1997 | 1998 | 1999 | 2000 | 2001  | 2002 | 2003  | 2004  |
| Clasificación UCI | 288.º | 9.º  | 5.º  | 13.º | 5.º  | 2.º  | 4.º  | 6.º  | 30.º | 46.º | 141.º | 18.º | 308.º | 536.º |

N.º 1 de la UCI en dos ocasiones: del 10 al 27 de octubre de 1996 y del 9 de marzo al 6 de abril de 1997.

## Reconocimientos
- 3.º puesto en la Bicicleta de Oro (1996)
- Mendrisio de Oro (1997)

- De acuerdo con su palmarés, figura en el   N.º 80   de la "Clasificación de los 100 mejores ciclistas de todos los tiempos" del Cycling Hall of Fame de la UCI.